# キブライ
キブライ (ラテン文字:Qibray, Kibray、ウズベク語: Qibray / Қибрай、ロシア語: Кибрай、カザフ語: Қибрай) はウズベキスタン・タシュケント州の都市である。州都のタシュケントからは北東に約25kmの位置にある。2012年の人口は31,331人となっている。

## 概要
1933年に都市として創設された。
街の主な産業は付近を流れるチルチク川の豊富な水量を生かした飲料産業であり、アメリカ合衆国の企業との合弁会社JVインテル・ロハト (JV Inter-Roxat)では清涼飲料水やビールの生産を行なっている。
民族構成は、多い順にウズベク人77.8％、カザフ人8.3％、ロシア人3.0％、タジク人1.8％、その他9.1％となっている。

## 教育施設
- キブライ第16学校[6]
- キブライ農業高等学校[7]

## スポーツ
サッカーの国内リーグであるウズベク・リーグ2部に参加しているFKドゥルメン・スポルト・キブライが本拠地としている。ホームスタジアムはキブライ・スタジアムで、収容人数は6,000人である。